# 크로스핏

크로스핏의 로고

크로스핏(CrossFit, Inc.)은 2000년 미국에서 그레그 글래스먼과 로런 제나이에 의해 설립된 피트니스 단체이다. 1995년 그레그 글래스먼은 캘리포니아주 샌타크루즈에 체육관을 개설하고 그 해에 샌타크루즈 경찰에 강사로 채용되었다. 2000년 크로스핏을 설립하고 2005년에는 체육관(박스)이 미국 내에서만 13개, 2012년 11월 기준으로 5,000개가 있다. 한국에는 2025년 기준 정식 지부로 등록된 크로스픽 박스에 약 310개다.

## 같이 보기
- 에어로빅
- 역도
- 파워리프팅
- 근력 트레이닝
- 웨이트 트레이닝